# Mapleton (Illinois)
Mapleton es una villa ubicada en el condado de Peoria en el estado estadounidense de Illinois. En el Censo de 2010 tenía una población de 270 habitantes y una densidad poblacional de 114,81 personas por km².

## Geografía
Mapleton se encuentra ubicada en las coordenadas 40°34′23″N 89°43′29″O / 40.57306, -89.72472. Según la Oficina del Censo de los Estados Unidos, Mapleton tiene una superficie total de 2.35 km², de la cual 2.35 km² corresponden a tierra firme y (0%) 0 km² es agua.

## Demografía
Según el censo de 2010, había 270 personas residiendo en Mapleton. La densidad de población era de 114,81 hab./km². De los 270 habitantes, Mapleton estaba compuesto por el 97.78% blancos, el 0.37% eran afroamericanos, el 0% eran amerindios, el 0% eran asiáticos, el 0% eran isleños del Pacífico, el 0% eran de otras razas y el 1.85% pertenecían a dos o más razas. Del total de la población el 0.37% eran hispanos o latinos de cualquier raza.